# 长穗阔蕊兰
长穗阔蕊兰（学名：Peristylus longiracemus）为兰科阔蕊兰属下的一个种。

## 扩展阅读
- 維基物種上的相關：长穗阔蕊兰